# Julie Taymor
Julie Taymor (Newton, 15 december 1952) is een Amerikaans regisseur van theater, musical, opera en film. Ze verwierf bekendheid met de regie van de theatermusical The Lion King. Het leverde haar een Tony Award voor musicalregie op, de allereerste die trouwens aan een vrouwelijke regisseur werd toegekend.
In 2000 tijdens de 4e Satellite Awards was ze genomineerd voor een Satellite Award voor beste bewerkte script voor Titus, de film over Titus Andronicus.
In 2002 was ze samen met componist Elliot Goldenthal genomineerd voor een Oscar voor beste originele nummer voor het nummer Burn It Blue van de soundtrack van Frida.

## Filmografie
- Titus (1999)
- Frida (2002)
- Across the Universe (2007)
- The Tempest (2010)
- A Midsummer Night's Dream (2014)
- The Glorias (2020)

- Bibsys: 55355
- Biblioteca Nacional de España: XX1594181
- Bibliothèque nationale de France: cb144476922 (data)
- CiNii: DA13644651
- Gemeinsame Normdatei: 119420759
- International Standard Name Identifier: 0000 0000 8161 1911
- Library of Congress Control Number: n94119693
- MusicBrainz: 2500188b-8752-490f-91d2-04ce3ef681f7
- Bibliotheek van het Japanse parlement: 00754211
- Nationale Bibliotheek van Tsjechië: xx0079857
- Nationale bibliotheek van Australië: 35418622
- Nationale Bibliotheek van Israël: 987007450265405171
- Nationale Bibliotheek van Polen: a0000001664240
- Nederlandse Thesaurus van Auteursnamen: 124527701
- Réseau des bibliothèques de Suisse occidentale: 02-A008608158
- SNAC: w6m90btd
- Système universitaire de documentation: 075865742
- Trove: 945891
- Union List of Artist Names: 500335162
- Virtual International Authority File: 85826666
- WorldCat: E39PBJxRH34Kt3rGtpCbbFHKVC